# Dorohusk (plaats)
Dorohusk is een dorp in het Poolse woiwodschap Lublin, in het district Chełmski. De plaats maakt deel uit van de gemeente Dorohusk en telt 560 inwoners.

## Verkeer en vervoer
- Station Dorohusk